# Vittorio Cecchi Gori
Vittorio Cecchi Gori (Firenze, 27 april 1942) is een Italiaanse filmproducent, voetbalbestuurder en politicus.

## Biografie
Vittorio Cecchi Gori werd in 1942 geboren als de zoon van filmproducent Mario Cecchi Gori. De twee werkten gedurende de jaren 1980 regelmatig samen. Na het overlijden van zijn vader in 1993 waagde Cecchi Gori ook zijn kans in de televisie-industrie. Hij wilde het duopolie van Silvio Berlusconi en de Rai doorbreken en nam daarom de tv-zenders Videomusic en Telemontecarlo over. Daarnaast verwierf hij ook een aandeel in Telepiù.
In de jaren 1990 werkte Cecchi Gori als producent mee aan succesvolle films als Il postino (1994) en La vita è bella (1997). Die laatste film won in 1999 de Oscar voor beste buitenlandse film.
Van 1993 tot 2002 was Cecchi Gori voorzitter van voetbalclub Fiorentina, die daarvoor geleid werd door zijn vader. Onder zijn voorzitterschap trok Fiorentina sterspelers als Gabriel Batistuta en Rui Costa aan en won de club twee keer de Italiaanse beker. De succesperiode ging gepaard met een enorme schuldenberg. Eind jaren 1990 raakte Cecchi Gori's media-imperium in financiële problemen en kreeg ook Fiorentina het moeilijk. In 2002 werd de club bankroet verklaard.
Van 1994 tot 2001 zetelde hij ook in de Italiaanse senaat. Hij maakte deel uit van de Partito Popolare Italiano. 
Van 1983 tot 2000 was hij getrouwd met de Kroatische actrice en fotomodel Rita Rusić.